# Timjan (musikgrupp)
Timjan, bildat 1976, var ett svenskt band som komponerade och spelade musik med rötterna i den amerikanska countryrock- och västkustrockgenren. 
Bandet bestod av Peter In de Betou (f.d. Peter Olsson) gitarr/sång, Anders Olsson gitarr/sång, Lasse Risberg sång/bas, Ulf Sterling pedal Steel och Thomas Ericsson trummor 1976-1978, Tommy Andersson trummor 1978-1979, Lasse Frenker (fd Lasse Nilsson) trummor 1979-1982, Kåre Hjelm och Totte Päiverinta (bror till Lili & Susie) sporadiskt på trummor 1983-1986. 
I samband med deltagandet i Melodifestivalen 1979 släpptes LP:n Svea Hotel. Därefter ett antal singlar med texter skrivna av bland annat Dick Hansson och producerande av Peter Lundblad. Karakteristiskt för Timjan var det stilrena countryrocksoundet med klangmattor av pedal steel, råa gitarrer, rakt och sammandrivande bas- och trumkomp samt de 3-stämmiga sång- och körstämmorna. Den speciella och tidlösa musikstilen gjorde bandet populärt på Sveriges krogscener. 1981 agerade medlemmarna som kompband åt Peter Lundblad och 1982 med Carola Häggkvist. Timjan upplöstes 1986